# Anillo de Waldeyer

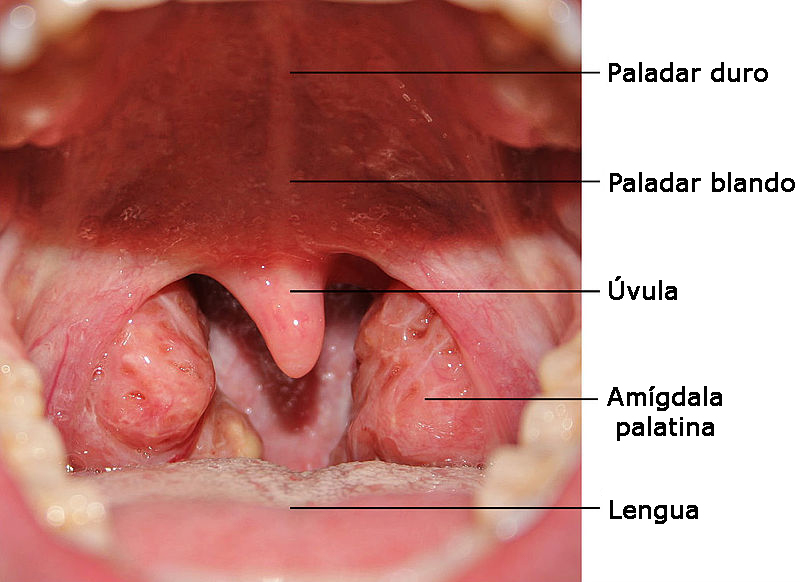
Situación de la amígdala palatina en la orofaringe.

El anillo de Waldeyer (anulus lymphoideus pharyngis) o anillo amigdalino es un conjunto de estructuras de tejido linfoide localizadas en la faringe. Aunque se encuentra presente de forma difusa en la pared faríngea, forma varios conglomerados principales que reciben el nombre de amígdalas. Se distinguen cuatro tipos: amígdalas palatinas situadas en la orofaringe, amígdalas linguales en la base de la lengua, amígdalas faríngeas, también llamadas adenoides, en la rinofaringe, y amígdalas tubáricas, de menor tamaño, que se localizan junto al orificio de la trompa de Eustaquio. De todas ellas la amígdala palatina o tonsila es la que se suele citar con mayor frecuencia y la única que se ve directamente al abrir la boca. El anillo de Waldeyer posee una función inmunológica muy importante, constituyendo la primera línea de defensa frente a microbios y otros agentes patógenos que penetran en el organismo a través de la boca o la nariz.

## Historia
Fue descrito a finales del siglo XIX por el médico alemán Heinrich  Wilhelm  Gottfried  Waldeyer.

Dado  el  componente  linfático  y  su  característica  distribución, su fisiología  está  relacionada  con  la  función  inmunocompetente  de  la  porción más  cefálica  del  tracto  aerodigestivo,  estableciéndose  así  una  auténtica  barrera física frente a antígenos externos.
Heinrich  Wilhelm  Gottfried  Waldeyer.